# 冀热辽军区
冀热辽军区为八路军晋察冀军区下辖的一个军区。根据中共中央军委1944年7月指示，1944年9月至11月，晋察冀军区先后成立了冀晋军区、冀中军区、冀察军区、冀热辽军区等4个二级军区。冀热辽军区司令员兼政委李运昌，副司令员詹才芳，副政委李楚离，参谋长彭寿生，政治部主任李中权。1945年8月15日抗战胜利后，冀热辽部队大反攻，使得冀热辽军区的作战区域极大扩张（详见冀察热辽军区词条）。1947年4月1日，中共冀热辽中央分局改为中共冀察热辽分局，冀热辽军区改为冀察热辽军区。

## 历史

### 邓（华）宋（时轮）纵队
红七军沿革为红三军团第五师、红四师第十三团、陕甘支队第十三大队、红13团、八路军第一一五师独立团第二营、八路军独立第一师第三团（团长季广顺、政委王道邦）、晋察冀军区一分区兼第一支队下属的第三团。1938年2月，中共中央决定以雾灵山为中心，建立冀热辽根据地。1938年2月，晋察冀一分区政委邓华奉命开辟平西，由一分区三团和一分区政治部的干部组成邓华支队，司令员兼政委邓华、参谋长李钟奇。包森从延安抗日军政大学毕业，分配在邓华主管的政治部负责民运工作。邓华支队从涞源出发，出紫荆关沿长城东北行进，经涞水县的板城，涿县的野三坡，进入平西斋堂川，司令部设在西斋堂村中的聂家大院。邓华支队协助地方在东斋堂建立了宛平县抗日民主政府，后又建立了中国共产党平西地方工作委员会。邓华支队以斋堂川为基地向周围地区发展平西抗日根据地，先后建立了昌（平）宛（平）、房（山）涞（水）涿（县）、宣（化）怀（来）3个县抗日民主政府，组织了1500多人的抗日自卫队。包森任房来琢联合县县长和房来琢自卫军队长。
陕北红二十八军沿革为八路军第一二〇师第358旅716团第2营、雁北支队，司令员宋时轮。1938年4月20日宋时轮接到电令向冀东进军。1938年5月初，改称宋时轮支队由雁北出发，经蔚县桃花堡，5月25日进入斋堂川杜家庄与邓华支队会师。
1938年5月25日，在平西门头沟斋堂（今属清水镇）杜家庄，根据5月17日八路军总部的电令，两支队合编为八路军第四纵队（邓宋纵队）。共5000余人。挺进冀东。
- 司令员宋时轮
- 政委邓华兼纵队党委书记
- 参谋长李钟奇
- 政治部主任伍晋南
- 第11支队：邓华兼支队长
  - 31大队大队长季广顺，政委杨克武
  - 32大队
  - 33大队：第7团改编。大队长萧思明、政委李志远、副大队长陈群、总支书记包森。
- 第12支队：宋时轮兼支队长
  - 34大队大队长陈仿仁（后易耀彩）、政委王再兴。挺进冀东时，34大队主要活动在平谷、兴隆、密云山区。
  - 36大队大队长唐家礼、政委丁盛
- 独立营
- 骑兵大队：大队长王正川、政委李炳雄

1938年5月31日，四纵指战员5000余人，由斋堂出发，分南北两路，经平北向冀东挺进。
- 11支队由八达岭至康庄之间过平绥路经延庆向东为北路。沿途攻克康庄、永宁、四海
- 12支队由居庸关南口之间过平绥路经昌平向东为南路。

1938年6月10日当夜，邓、宋两支队在铁矿峪、洞台、兴隆城、南冶、 沙峪一带会合。6月11日凌晨，邓华支队在沙峪村拿下警察所，得知日军坂垣师团的一个中队正朝着着沙峪方向行进，企图支援四海守敌。邓华布署在沙峪村东的东山嘴通向怀柔县城的必经之路设伏：31大队一营埋伏在河套南山，二营埋伏在河套北山，在日军前进方向的正面部署重机枪一个连的兵力。战斗打响后, 34大队也赶到沙峪投入战斗。上午11时至下午4点多钟全歼坂垣师团一个中队120余人，缴获步枪80多支，轻机枪3挺，掷弹筒3个。八路军伤亡200余人，纵队参谋长李钟奇负重伤，党总支书记郑良武等70多人牺牲。
留下第12支队第36大队和骑兵大队在平北坚持游击战争，主力继续东进，6月17日占领兴隆，6月21日进抵蓟县以北的平谷将军关、靠山集、下营地区。6月21日纵队司令部刚刚在将军关安顿下来，就遭到日机轰炸。紧接着满洲国军两个团的兵力从北面沿潮白河尾追而来；东面几百名日军从兴隆县方向扑来。陈群率三十三大队一营还击潮白河方向来敌，打了一天，完成任务后趁夜撤出战斗继续向敌后挺进。1938年6月下旬，三十三大队夜袭了兴隆县六道河子之敌，缴获了一批弹药，接着突出敌重围，出现在兴隆城下。

### 冀东暴动
1938年7月6日，在八路军第四纵队配合下，中国共产党冀热边特委在冀东发动了有20万人参加的武装抗日暴动，并组建了拥有10万人枪的冀东抗日联军（1938年7月-1938年10月）。“抗联原计划成立6个总队，结果成立了39个总队，再加上一些独立大队，仅抗联系统就有7万多人的全副武装部队，属于国民党和杂牌军的有3万来人。”
- 司令高志远
- 副司令李运昌 洪麟阁（战斗中牺牲）

先后攻克了平谷、蓟县、迁安、玉田、乐亭、卢龙等县城，控制了冀东广大地区，并建立了抗日民主政权。
1938年7月8日，中央电示第四纵队速向遵化、迁安、卢龙地区挺进，冲破敌人的包围，与冀东抗联会合。8月初，邓华率三十一、三十三大队向东挺进，攻占了迁安县城。1938年8月13日关东军从靠山集进攻将军关，邓华部队通过本地乡长蔡兴斋帮助标定地图和行军路线，安然转移到四座楼。1938年8月中旬，邓宋纵队指挥机关一部和冀东暴动武装主力于遵化县铁厂镇会师。邓宋纵队和冀热边特委及暴动武装的领导干部于8月下旬在铁厂召开会议，决定成立冀察热宁军区，由宋时轮、邓华分任正、副司令员。会后，第四纵队主力分别向都山和兴隆山地区进军，因受到阻击而分别退至滦河以西和白河以西地区。1938年10月，第四纵队领导决定将主力和冀东抗联全部撤回平西根据地整训。邓宋纵队和冀东人民抗日武装留少数部队坚持冀东抗日游击战争，大部转移平西整训。在西移途中，由于被围追截击，冀东人民抗日武装遭受较大损失，一部返回冀东，一部随邓宋纵队撤至平西根据地。
1939年2月，遵照中共中央指示，以第4纵队为基础，在平西地区成立冀热察挺进军，直属八路军总部，由晋察冀军区代管，萧克为司令员，政委陈漫远，参谋长程世才，政治部主任伍晋南。并组成军政委员会，统一指挥平西、平北和冀东的抗日游击战争。第四纵队番号即行撤销。
八路军第四纵队留下三个小支队在冀东坚持抗日游击战争：
- 冀东八路军军政委员会（1938年10月-1939年9月）
- 书记：苏梅（第四纵队政治部副主任）
- 成员：陈群(第三十三大队副大队长)、包森、单德贵、赵立业、周文彬
- 第一支队：第三十三大队特务连共百余人，在迁安县莲花院组建。 支队长陈群 政治委员苏梅 参谋长苏甦 政治部主任周文彬。活动于冀东东部地区丰润、滦县、迁安三县交界边缘一带，东起滦河迁安县西部，西至丰润县西部，北达遵化县南部，南抵北宁铁路以北地区。主要以潘家峪、松山峪、柳沟峪、李家沟、芦各寨、火石营、莲花院为中心。这一带是1938年大暴动的中心区。1939年9月，陈群奉命率领第一游击支队随冀东整训队伍一起赴平西整训，编为挺进军第三大队，陈群为大队长。1939年11月间，在平西整训的第一游击支队和抗联队伍编为第十二团，陈群为团长。
  - 一总队 总队长 田明远
  - 二总队 总队长 魏国臣
  - 三总队 总队长 张清华
  - 教导队，系由抗联骨干组成，30余人，
  - 节振国的工人大队30余人
- 第二支队：包森带领的33大队11连和部分伤病员组建。支队长兼政委包森 政治部主任姜林。活动在丰润、迁安一带。
  - 一总队 总队长赖邦 教导员薛辉荣
  - 二总队 总队长 王正军
  - 三总队 总队长 张仲三
- & 四总队 总队长 刘永生
- 第三支队：由34大队2营的两个连组建三支队，2营营长单德贵任司令员、教导员赵立业任政委。
  - 下辖5个大队，包括盘山独立大队

冀东抗日联军随八路军第四纵队西撤平西整训，途中失败，只有1400多人返回冀东：
- 冀东抗日联军（1939年春——1939年6月）
- 司令李运昌
- 政治部代主任陈荻
- 第三总队总队长张志超，副总队长王化一
- 第四总队总队长孔庆同
- 第五总队（1个中队）中队长杨鹤轩，指导员姚庚言
- 第十二总队（1个中队）中队长王兴武
- 第十三总队总队长刘锡彤，政治主任谷

### 冀热察挺进军第十三支队
1939年8月，中共北方局和晋察冀军区决定不再派主力进军冀东，主要靠冀东自身的武装力量建立多块小块根据地，逐步形成大片；同时决定冀东部队统编为冀热察挺进军第十三支队。冀东党组织为冀热察区党委冀东区党分委（简称“冀东区党分委”）。第十三支队在北宁路以南、还乡河两岸、遵化和冀东西部平原抗日，发展到2000人。
- 冀热察挺进军第十三支队（1939年9月——1940年6月）
- 司令员李运昌
- 政治委员李楚离
- 副司令员包森
- 参谋长曾克林
- 政治部主任刘诚光
- 第一总队总队长赖邦，教导员薛辉荣
- 第二总队总队长王正军，教导员张树先
- 第三总队总队长郑紫明 副总队长张仲三，教导员杨春垠
- 第四总队（后改为七总队）总队长刘永生，教导员娄  平
- 第五总队总队长江士林，教导员于禾
- 第六总队总队长王化一，教导员王文
- 第七总队总队长耿玉辉
- 第八总队副总队长傅兴
- 第九总队副总队长李振中，副总队长高小安，教导员孟  桢
- 单德贵独立第三支队：支队长单德贵 政治委员刘德彪，参谋长周家美
- 盘山地区八路军政治处主任王少奇，总支书记娄平
- 盘山地区八路军随营学校 负责人娄平（兼）

1940年4月，中共中央北方分局召开扩大的干部会议，认为：冀东虽初步形成两大块游击区，但基本区仍处于东西部被分割状态，玉田县大部分地区还没开辟，只有蓟县与遵化县边界局部地区可作为东西部之通道，整个基本区成葫芦形状，今后任务是把东西两块游击区连成一片。为摧毁刚刚建立起来的冀东区东、西两块抗日游击根据地，1940年5月5日起，“日伪军”集中4000多兵力进行“扫荡”。
- 一路千余兵力，从迁安县和喜峰口出动，“扫荡”丰滦迁地区。
- 一路千余兵力，从遵化、玉田、丰润三县出动，“扫荡”丰玉遵地区。
- 在冀东的西部地区，2000余兵力“扫荡”蓟平密地区。
- 驻满洲国的“日伪军”及驻蒙疆的日军第二独立混成旅，也集结兵力到长城线上，与华北方面相配合，对满洲国与冀东交界地区反复进行“讨伐”。

“日伪军”在发动“扫荡”进攻同时，修筑碉堡和公路，增设据点，企图分割、封锁冀东游击区和游击根据地。此时，分散在游击根据地的游击队展开反“扫荡”斗争。自1940年5月5日至6月10日，冀东军民在反“扫荡”斗争中，作战47次，毙伤“日伪军”1500多人。在反“扫荡”的紧要关头，1940年夏初第十二团主力从平西抵达冀东，由冀东区党分委书记兼政委李楚离和十三支队参谋长曾克林率领开赴冀东，即刻投入反“扫荡”斗争。

### 冀东军分区
由于游击区和武装力量的扩大，为适应冀东抗日斗争形势的需要，1940年7月25日，撤销冀热察挺进军第十三支队番号，成立晋察冀军区冀东军分区，仍归冀热察挺进军指挥。冀东部队整编，原来9个游击总队，一部分充实第十二团，大部分编成第十三团。单德贵独立支队于年底编入第十三团。整编后，第十二团在东部地区活动，第十三团在西部地区活动。从此，冀东地区初步实现了由多股小股游击队发展成大股游击队的计划。同时，在各县、区着手建立基干游击队，以支持地方工作和配合两个主力团作战。
- 冀东军分区（1940年7月——1944年底）
- 司令员 李运昌
- 政治委员 李楚离
- 副司令员 包森
- 参谋长 曾克林
- 政治部主任 刘诚光
- 第十二团 1939年秋去平西整训的抗联队伍和八路军冀东第一游击支队，经过整训，于1939年底在平西根据地按八路军序列编成第十二团。1940年1月初，陈群奉命率一个连和通讯排，共140余人，从平西斋堂、煤窝出发，返回冀东。在遵化县草场村，陈群把队伍集合起来宣布，奉挺进军的命令，第三大队的番号改为第十二团。部队当晚转移到高拔岭。这时，十三支队政治部主任兼第十二团政委刘诚光，率新组建的抗联第五总队与陈群会合，开了两天会，研究了开辟地区工作，决定将第五总队编为十二团二营。随后二营、一营一连和团部通讯排各按指定的地区分散活动，在地方武装的配合下，先后在高拔岭、马兰庄、赵各庄、银子山、三女河、鸦鸿桥、皇家屯、尤各庄一带打了许多漂亮仗，很快打开了冀东东部地区的抗日局面。1940年夏季，在平西整训的第十二团主力返回冀东的西部，后经盘山东进，连续攻克了玉田鸦鸿桥、丰润三女河及任各庄等据点。8月，十二团参谋长欧阳波平，政治处主任曾辉，率主力一营来到丰滦迁地区与陈群会合。为了配合百团大战，十二团在东部地区向北宁铁路沿线进击。1940年8月26日，包围了赵各庄、唐家庄据点与古冶车站。陈群指挥十二团配合地方武装积极出击，先后攻克唐山市郊之曹家口、张官屯，玉田鸦鸿桥、窝洛沽等据点。一度袭入唐山市内。1941年夏，“日伪”开始了在冀东的第一次“治安强化运动”，并调集4万余兵力对冀东抗日游击根据地进行疯狂的大“扫荡”，妄图摧毁冀东游击根据地和消灭冀东八路军。在残酷的反“扫荡”作战中，冀东武装部队受到了严重损失。1941年6月，陈群率十二团在玉田县孟四庄一带集中，团部和特务连就驻在孟四庄，三个营分散驻在几个邻村。6月2日，陈群发现一股日军在孟四庄村头活动，便带领警卫员站在隐蔽处用望远镜观察着敌人动向，突然，敌人用掷弹筒射来两发炮弹，正落在陈群和警卫员身旁。陈群腹部受了重伤，两名警卫员当场牺牲。当天黄昏，陈群伤重牺牲。
  - 团长陈群（先）/曾克林（后兼）
  - 政治委员 刘诚光（兼）
  - 参谋长欧阳波平
  - 政治处主任 曾辉
  - 总支书记 何宜之
  - 一营 营长杨作霖/欧阳波平/杨树元/周家美，教导员杨思禄（先）李振中（后）
  - 二营 营长江士林（先）杨思禄（后），教导员于禾
  - 三营 营长邓文彪 教导员曾辉 ：在北部山区与兴隆县活动。1942年8月，三营部撤销，七连改为临抚昌的第七地区队，八连改为路南的栾乐昌的第八地区队，九连到西北部改为地区队
- 第十三团：包森所部二支队改编。后单德贵所部三支队并入13团    
  - 团长兼政委 包森（兼）。1942年2月包森同志牺牲后，舒行任13团司令员，政委李子光
  - 副团长单德贵
  - 参谋长陈云中
  - 政治处主任洪涛、王文
  - 总支书记娄平
  - 一营 营长苏然[1]，教导员李满盈
  - 二营 营长钟奇，教导员王文
  - 三营 营长耿玉辉
- 教导队周家美/欧阳波平/杨春垠主持

冀东八路军利用1940年青纱帐季节，由东西两线主动出击。白草洼战斗首战告捷，拉开了出击的序幕。7月28日，包森、曾克林指挥第十二团和第十三团各一部，将侵入盘山进行“讨伐”的日本关东军武岛骑兵中队（号称“常胜军”）70余人，全部歼灭在盘山西麓白草洼,开创了冀东武装力量全建制地歼灭日军劲旅的战例。白草洼战斗后，包森率十三团沿蓟运河南下平原地区，曾克林率第十二团第一营向东部地区挺进，连克玉田县鸦鸿桥、窝洛沽，丰润县三女河、任各庄等傀儡政权部队据点。此时，先期到达东部地区的第十二团团长陈群率十二团另一部夜袭开滦矿警队。在7月28日滦县下尤各庄战斗中，节振国牺牲。8月，百团大战打响，冀东八路军自8月下旬起，向北宁铁路及各地据点广泛出击。8月22日，八路军第十二团包围开滦赵各庄矿、唐家庄矿和北宁线上的古冶车站，各据点的日军均被击毙，“伪军”和警察全部被缴械。9月初，在唐（山）丰（润）公路上的任各庄设伏，全歼日军200多名。接着，在任各庄东面的金庄、常庄等地毙伤“日伪军”300多名，连续攻克唐山郊区的曹家口、张官屯等据点，一度攻入唐山市内。随后，李运昌率第十二团一部和丰滦迁联合县基干队进入迁安县、滦县、卢龙县边界地区，先后攻克安各庄、九百户及北宁线上的雷庄、卑家店等据点，初步打开了迁滦卢地区局面。冀东区党分委派出干部和一支40多人的游击队深入北宁铁路以南地区活动。包森率第十三团和单德贵第三支队在蓟县、平谷县、三河县、遵化县等地出击。在此期间，冀东民众万余人积极进行破交活动。8月22日至24日，唐山地区民众在主力部队掩护下，将北宁铁路开平至古冶段及公路、桥梁大部分破坏，使北宁铁路数次中断。迁青平地区的民众在喜峰口至平泉，董家口至青龙、宽城至东大地的公路上，挖路沟、割电线、砍电杆，有力地配合了主力部队作战。经这次广泛出击，冀东游击区进一步发展扩大。11月下旬，在迁安、滦县、卢龙三县边界地区，建立迁滦卢联合县办事处，下辖路南、路北两个区，成为后来向滦河以东、北宁铁路以南地区发展的前进基地。西部蓟平密联合县向北伸展至平谷、密云、兴隆县深山区，向南伸展至蓟县平原和三河、宝坻地区。这样就将被分割的东西两大块游击区联结起来，形成了地跨11个县的广大游击区。在这广大游击区中创造了多块较巩固的游击根据地，形成了冀东抗日游击根据地的基本区。在此期间，主力部队和地方武装力量均得到发展。1940年秋，冀东抗日武装发展到3720人，其中两个主力团2800人，县、区游击队920人，已经能够在必要时集中兵力形成拳头，有力打击“日伪军”的进攻。10月下旬“日伪军”集结6000多人，对丰滦迁和西部游击根据地进行“扫荡”，两个主力团在地方武装力量配合下，给予强有力的反击。仅11、12两个月中，就作战30多次，歼灭“日伪军”600多名，胜利地保卫了游击根据地。随着大块基本区的形成，各方面工作均有迅速进展。1940年底，冀东区已建立7个抗日联合县委和县政权，除新建的迁滦卢联合县外，其余6个县能征收粮款的村庄已有3000多个，人口110万。全区共产党员发展到6000人。为了加强领导，冀东区党分委于1940年底分设东、西两个地委，东部地委书记周文彬，西部地委书记李子光（后为赵观民）。 1940年12月，冀东区党分委在盘山召开会议，部署全面工作。在军事方面，要求继续加强两个主力团的军政训练，迅速发展县、区游击队，广泛组织民兵，频频出击消灭“日伪军”，充分发挥人民战争的威力。
1941年5月，主力团“大战红五月”，作战200余次。其中玉田县渠梁河一战，毙伤“日伪军”近400人。冀东八路军打出了威风，小股“日伪军”不敢轻举妄动。为提高军队素质，军分区成立了营级规模的教导队，训练主力团连排级干部和游击队领导干部。部队向正规化发展。

### 晋察冀军区第十三军分区
为了精简机构，减轻群众负担，1942年2月，中共晋察冀中央分局撤销中共冀热察区委员会及其下属的冀东区党分委。1942年3月，冀热察区委员会冀东区党分委及其下设的冀东区东部、西部两个地委改为中共晋察冀边区第十三地方委员会（亦称冀东地委）及其下设的东部分委员会、西部分委员会；冀东军分区改称第十三军分区；同时设晋察冀边区第十三专署。第十三地委机关无固定驻地，随游击战争的开展在冀东各地游动，所属党员2万多名，该地委直接受晋察冀分局领导。
- 晋察冀军区十三军分区（1943年-1944年底）
- 司令员兼政治委员李运昌
- 副政治委员李楚离
- 参谋长彭寿生
- 政治部主任李中权
- 副参谋长才山
- 第十一团：前身是冀东13团第1、2、8连及部分地方游击队，1942年5月20日上述各部组建为冀东11团。
  - 团长赵文进
  - 政治委员苏林彦（兼）[2]/焦若愚（后兼）
  - 副团长田心
  - 副政治委员吴宗鹏
  - 政治处主任吴宗鹏（先）/娄平（后）
  - 参谋长苏然（兼）/关旭（后）/杨树元（后）
  - 政治处副主任杨春垠
  - 第三地区队
    - 区队长赖邦（先）/苏然（后）
    - 政治委员王晓生（先兼）/杨雨民（后兼）
    - 副区队长曹致福
    - 副政委葛春生（葛振武，先）/郑维家（后）

  - 第九地区队：十二团九连改编
    - 总支书记郝福鸿（后）
    - 区队长 赖邦
    - 政治委员 陈东（兼）
    - 副区队长 翟文彬

  - 第三地区队（1944年5月由第三、九区队合并）
    - 区队长 赖邦（先）/刘凤梧（后）
    - 副区队长 翟文彬
    - 副政委 郑维家

  - 第四地区队     
    - 区队长 李兴
    - 副政委 张圻之

  - 第十地区队     
    - 区队长 冯寿天（先）/龙水文（后）
    - 政治委员 艾群（兼）
    - 副区队长 邢成
- 第十二团         
  - 团长 曾克林
  - 政治委员 曾辉
  - 参谋长 王珩
  - 政治处主任 程陆天
  - 第七地区队：十二团七连改编。临抚昌联合县
    - 区队长 罗文/马骥
    - 政治委员 罗文（兼）/刘光禄（兼）/张化东（后兼）
    - 副区队长 马骥
    - 副政委 张兴民

  - 第八地区队：八连改编。在路南的栾乐昌联合县。
    - 区队长 周家美
    - 总支书记 刘光涛
- 第十三团            
  - 团长 舒行
  - 政治委员 李子光（兼）
  - 参谋长 陈云中（先）/关旭（后）
  - 政治处主任 王文
  - 第二地区队：1943年初，冀东地委、军分区决定组建第2区队，由军分区主力第13团指挥，作为冀东区西部的主要作战部队，承担恢复被“蚕食”的基本区的艰巨任务。1943年2月下旬，第2区队在密云县清水河川碱厂正式成立，辖３个步兵连，１个侦察排，共500余人。此时日军第5次治安强化运动，平原地区大部被敌人蚕食控制，只有小块地方武工队搞隐蔽活动，无法开展革命工作。成立二区队的目的就是把三河、香河、平谷、顺义、通县5个县大队编为主力部队，便于加强武装斗争，歼灭小股“日伪军”，剿匪除奸，扩大游击区，开辟基本区。二区队以三河北部二十里长山为根据地。1945年在蓟县上仓与五区队合建第16团。
    - 区队长 李满盈[3]
    - 政治委员 谭志诚（江西永新老红军）
    - 总支书记 曾乃（先）/彭城（后）

  - 第五地区队      
    - 区队长 师军
    - 政治委员 王勃（兼）/冯东（后兼）
    - 参谋长 王振东（后为副区队长）

  - 第六地区队      
    - 区队长 龙水文
    - 政治委员 占中（兼）
    - 副区队长 曹致福
    - 总支书记 贾铁林（先）/张多树（后）
- 第一地区队（直属）  
  - 区队长 张鹤鸣
  - 政治委员 丁振军（兼）
  - 副区队长 高小安
  - 副政治委员王晓生
- 第四地区队（直属）：1944年5该队分别编入第十一团、十区队、新编四区队
  - 区队长 田心（后）
  - 政治委员 焦若愚（兼）
  - 副政治委员 娄平
- 军政学校        
  - 校长李运昌（兼）（大队部主持日常工作）
  - 大队长 王化一（先）/赵兰洲（后）
  - 教导员 吴明（先）/季林（后）
- 供给部
- 卫生部 政委王少奇，副部长贾明
- 教导队（1944年2月并入军政学校）          
  - 队长 赵兰洲
  - 教导员 武明
- 警卫营（原为第十二团第二营）
  - 营长 杨思禄
  - 副营长 贾子华

1942年春，根据中共中央关于加强东北工作的战略方针，晋察冀分局派赵濯华、张化东、杨雨民(黄云)到冀东工作。1942年12月，赵等到达冀东后，成立了冀东区东北工作委员会(简称“东工委”)，李楚离兼书记(后为李运昌兼)，赵濯华任副书记，张化东任组织委员，杨雨民任宣传委员。“东工委”专门负责向东北进行战略派遣，为将来大反攻做准备。
1942年4月、9月，冀东军民连续粉碎日军对冀东实行的第四、第五次”治安强化运动”，使基本区的大部得到恢复，并开辟了新区。年底，经调整行政区划，十三地委领导两个地分委及其下属的7个联合县委、4个联台县工委。1943年7月，十三地委改建为中共冀热边特别区委。1942年10月，“日伪”发动了以沟壕堡垒政策为主的第五次“治安强化运动”，对冀东抗日游击根据地的基本区进行疯狂的“扫荡”。冀东反扫荡的方针是“敌进我进，开辟新区，以外线作战配合基本区反扫荡”。1943年2月第一次冀东恢复基本区战役历时5个月。基本区的大部得到恢复，并开辟了新区。这时，冀东抗日根据地人口达到363万，地域扩展到长城以北、热河边境地区。
根据中共晋察冀中央分局决定，1943年7月第十三地委改称中共冀热边区特别委员会(简称冀热边特委)，同时撤销晋察冀边区第十三专署的建制，建立冀热边区行政公署(简称冀热边行署)，实行党政军一元化领导。特委书记兼行署主任、军分区司令员和政治委员。特委机关驻迁西县上水峪、下水峪和丰润杨家铺一带，主要活动在迁西、迁安、兴隆、玉田、丰润等县，下设第一至第五5个地委、专署、军分区。

### 冀热辽军区
为了适应即将到来的抗日战略反攻需要．中共中央于1944年7月28日发出《关于晋察冀边区划为4个区党委和军区的指示》在冀东建立冀热辽区党委和冀热辽军区。1944年9月，晋察冀分局决定，中共冀热边特委扩建为中共冀热辽区委员会．受晋察冀分局领导。此时，冀热边抗日根据地和游击区已经发展到南抵渤海之滨，北达朝阳、赤峰，酉临潮河，东到辽宁西部的广大地区。
1944年10月上旬，中共冀热边特委在丰润县皈依寨举行地方干部会议讨论减租减息。这场会议长达15天，冀热边特委、行署、军分区的主要领导都参加了会议。1944年10月16日接到“日伪军”大量增兵消息，决定军区机关向北转移，特委组织部长周文彬率特委机关、行署机关、军分区卫生部、丰滦迁联合县干部和第四地委部分干部及警卫部队向西南杨家铺转移。10月17日凌晨，独八旅团3千名日军，将800多名重要干部、机关人员团团围住。特委组织部长周文彬、特委宣传部副部长呂光、特委副秘书长李杉（李彬）、第四地委书记兼专署专员丁振军、军分区卫生部部长兼政委王少奇、负责会议安保的第12团特务2连连长刘景余、马岭甫、丰滦迁联合县委宣传部长魏众等430名干部和战士牺牲，冀东军区联络部部长任远以下150多人被俘，行署副主任朱其文、特委社会部长钟子云、敌工部部长宋哲、县武委会主任李振中、军区特派员兰山、丰滦迁县长甄一鸣、三专署专员高敬之、特委党员训练班主任李滔等不到120人最终成功突围。聂荣臻评价：“杨家铺战斗，是我军在华北抗日战场上的一次罕见且损失重大的战斗。”
1945年1月，冀热辽区党委成立。机关驻蓟县、玉田、遵化、丰润、迁西县一带,下属地委按照晋察冀边区统一编排的名称序导，第一至五地委依次改称晋察冀边区第十四、十五、十六、十七、十八地委。
- 冀热辽军区（1945年1月——7月）
- 司令员兼政治委员 李运昌
- 副司令员 詹才芳
- 副政治委员 李楚离
- 参谋长 彭寿生
- 政治部主任 李中权
- 副参谋长 才山/王亢
- 第十四军分区：辖区为京东、京东北。包括平谷、通县、三河、香河、顺义、蓟县、密云、滦平、承德、兴隆
  - 司令员 舒行
  - 政治委员 李子光（兼）
  - 副司令员兼参谋长 曾雍雅
  - 副政委兼政治部主任 黄文
  - 副参谋长关旭
  - 第十三团
    - 团长 陈云中（先）/师军（后）
    - 政治委员 王文
    - 副团长 王振东/曾冠民
    - 政治处主任 郎冲
    - 总支书记 彭诫（先）/郎冲（后）

  - 第十六团：1940年，由第13团派出干部组建承滦兴县大队、平密兴县大队和蓟宝三县大队。1943年初，三个大队合编为第二地区队，由13团一营营长李满盈担任区队长，谭志诚任政委，下辖三个步兵连，一个侦察排。全队约500人，受第13团指挥。1943年初，第13团第一连和密云县大队合编，组建第五区队。1945年1月冀热辽第14军分区成立，第2区队于蓟县上仓地区与第5区队合编为第16团。团长师军，政委李满盈。下辖4个步兵连和1个特务连，共600多人。1945年11月，第16团由5个连的小团扩编为辖3个营的大团，团长曾广珍，政委曾乃，编入新成立的冀东军区第11旅，仍为第16团。1946年3月改为冀东军区独立第12旅34团。1946年11月，冀东军区独立第12旅撤消，34团划归冀东军区独立第10旅建制。1947年8月1日，东北民主联军第9纵队组建，司令员詹才芳。独立10旅34团改为东野第9纵队第25师75团。1948年11月，第9纵队改称第四野战军第46军，75团改为第136师408团。1952年9月，第408团随军入朝参战，1955年10月回国驻防吉林。1975年，沈阳军区46军和济南军区68军换防，408团来到山东临沂地区。1985年第46军撤消，408团随师转隶第67集团军建制。1998年，第67集团军撤消，第408团又随师转隶河南省军区，改编为预备役步兵团。 
    - 团长 师军（先）/陈云中（后）/李梅溪
    - 政治委员 李满盈/刘达奇
    - 副团长 曾广珍
    - 参谋长 杜敏
    - 政治处主任 曾乃
    - 副政治委员兼政治处主任    李光远

  - 丰滦密支队：1948年8月下旬编入新五团。
    - 支队长周德礼（1945.7-）
    - 副支队长 蔚贵福
    - 政治委员 冯东（兼）/江卓
    - 副政治委员 李利民/杜莹

  - 承兴密支队
    - 支队长 陶永忠
    - 政治委员  李守善（兼）
    - 副政治委员 郎冲

  - 三通香支队
    - 支队长 李梅溪
    - 政治委员 宋林（兼）
    - 副政治委员 彭城（先）李光远（后）

  - 三通顺支队
    - 支队长 李海峰
    - 政治委员 王光远（兼）
    - 副政治委员 王纯

  - 平三蓟游击队
  - 第五十四团 抗战后组建
    - 团长 石安
    - 副政治委员 王纯

  - 第五十五团 抗战后组建
    - 团长 杜敏
    - 政治委员 陶永忠
    - 副政治委员 赵树岩
- 第十五军分区：冀东的北部长城内外，含蓟县、兴隆县、承德县、遵化县、迁安县、丰润县、滦县、青龙县、平泉县。 
  - 司令员 赵文进
  - 政治委员 杨文汉（兼）
  - 副司令员兼参谋长 任昌辉
  - 副政委兼政治部主任 林茂源
  - 副参谋长罗文
  - 第十一团   
    - 团长 杨树元（后调十二团）/杨思禄
    - 政治委员 娄平（未到职）/郑维家
    - 副团长 吴文华/赵兰洲
    - 政治处主任 周文乃
    - 总支书记 周文乃

  - 第十七团：1940年1月5日在原有零散游击小队的基础上，组建遵（化）兴（隆）游击总队，总队下设3个大队，9个中队，共700余人。1943年7月与13团9连合编为六区队，下辖两个连。区队长龙水文，副区队长曹致福，政委季安，总支书记贾铁林，参谋长赵兰舟。初建时300余人，后发展到4个连600余人。六区队归13团领导，主要活动在以马兰峪为中心的遵化县西部、蓟县东部、兴隆县南部一带。1945年1月，六区队改建为17团，属冀热辽军区15军分区所辖。1945年编入冀东军区12旅。后改为冀东军区独10旅29团，1947年8月1日东北民主联军第9纵队组建，17团随旅编入9纵25师74团。后改为第四野战军第46军136师407团。1985年第46军撤消，407团随师转隶第67集团军建制。1998年，第67集团军撤消，第407团随师转隶河南省军区，改编为预备役步兵团。
    - 团长 吴华
    - 政治委员 曹致福
    - 参谋长 仇凌云
    - 政治处主任 杨春垠
    - 总支书记 张多树

  - 遵化县支队
  - 迁青平支队
    - 支队长 永朝生
    - 政治委员 郝福洪
    - 副支队长 韩少敏

  - 蓟遵兴支队
  - 迁滦丰支队
  - 遵化县基干队
  - 承兴支队
  - 青平支队
  - 第五十团 抗战后组建        
    - 团长兼政治委员 张守礼

  - 第五十一团 抗战后组建      
    - 团长 永朝生
    - 政治委员 郝福鸿
    - 副团长 韩少敏
- 第十六军分区：滦河以东
  - 司令员 曾克林
  - 政治委员 徐志（兼）
  - 副司令员 李道之
  - 副政委兼政治部主任  唐凯
  - 参谋长 王珩
  - 副参谋长  罗文
  - 第十二团
    - 团长 杨树元
    - 政治委员 程陆天（程露天）
    - 副团长 马骥
    - 副政委兼政治处主任 刘光涛
    - 参谋长 李忠志

  - 第十八团
    - 团长 周家美
    - 政治委员 吴宗鹏
    - 副团长兼参谋长 宋维藩

  - 临抚昌支队：1944年成立。支队长李成华，政委张兴民
  - 滦乐昌支队：1944年成立
  - 卢抚昌支队
  - 迁卢青支队
  - 第五十二团 抗战后组建 
    - 团长 吴作全
    - 政治委员 陈东（先）/吕怀玉（后）

  - 第四十七团 抗战后组建 
    - 团长 宋维藩
    - 副团长 李成华
    - 副政治委员 张兴民

  - 第六十一团 抗战后组建 
    - 团长 袁冠武
    - 政治委员 魏 轩
    - 副团长 赖茹波
- 第十七军分区：滦河以西且路南
  - 司令员 李雪瑞
  - 政治委员 李海涛（兼）
  - 副司令员 张鹤鸣
  - 副政委兼政治部主任 曾辉
  - 参谋长 肖全夫
  - 第十四团
    - 团长 张鹤鸣（兼）/胡克仁
    - 政治委员  赵靖远
    - 副团长 刘守仁
    - 参谋长 朱孜敬

  - 滦卢支队
  - 昌乐支队
  - 丰滦支队
  - 唐滦支队
  - 第四十八团 抗战后组建
    - 团长 刘守仁
    - 政治委员 李文光
    - 副团长 张小川

  - 第四十九团 抗战后组建 
    - 团长 朱俊功
    - 政治委员 刘光禄（先）/皋峰（后）

  - 第六十团 抗战后组建 
    - 团长 张子川
    - 政治委员 侯全志

  - 第四十六团 抗战后组建        
    - 团长 龙水文
    - 政治委员 赵平
- 第十八军分区：冀东的南部地区，含丰润县、玉田县、遵化县、宁河县、武清、宝坻、香河等。
  - 司令员 何能彬
  - 政治委员 焦若愚（兼）
  - 副司令员 田心
    - 副政委兼政治部主任 李振声

  - 参谋长 谢国仪/曹诚
  - 第十五团
    - 团长 邢成
    - 政治委员 王恕吾
    - 副参谋长 张志超

  - 丰玉遵支队
  - 丰玉宁支队
  - 武宝宁支队
  - 香宝武支队
  - 玉蓟宝支队
  - 第五十六团
    - 团长 李兴
    - 政治委员 张圻之

  - 第五十七团
    - 团长 张羽
    - 政治委员 戈亚明

  - 第五十八团
    - 团长 贾本维
    - 政治委员 张甲学

  - 第五十九团
    - 团长 杨正春
    - 政治委员 黎晓（兼）
    - 副团长    刘永元
    - 副政治委员    周洪波

  - 第十四团 
    - 副团长 贾子华
    - 参谋长    郭春霖
    - 政治处主任    向  军
- 军政学校 校长李运昌（兼）
- 冀热辽军区直属第十九团（特务团）
  - 团长 杨思禄
  - 副团长 梁振宇/贾子华
  - 参谋长 郭春霖
  - 政治处主任 向军

1945年5月31日，平北地委组建中共热河西部地区工作分委，刘书亭任书记，李守贞任办事处主任。同时平北军分区组建热西支队，王亢任支队长，吴涛任工分委副书记兼支队政委。1945年7月，晋察冀军区《关于冀察深入开展热西南工作指示》指出：“平北宜将伪满洲军自独石口至四海全线挤过长城，积极进逼，向热河西南部扩大解放区。”第十团、第十三团与几个县支队编入热西支队。

### 抗战胜利后挺进东北
1945年8月9日，苏联红军进入中国东北。8月12日，冀热辽区党委发出《关于当前紧急任务的指示》，要求各地委动员根据地军民收复失地，组织城市接收委员会，大量扩军，阻止“敌伪”外逃。冀热辽区党委、冀热辽军区接到聂荣臻和朱德的进兵东北命令后，在区党委书记、军区司令员李运昌的主持下，在丰润县的大旺庄召开区党委紧急会议，和詹才芳、张明远、李中权、彭寿生、朱其文、苏林燕、李子光等研究确定了部队进军东北的任务是配合苏军作战，收复东北失地，解放东北人民，扩大发展部队，摧毁“敌伪”组织，建立人民政权。在冀热辽区党委和军区司令部的基础上，由李运昌和行署副主任朱其文、地委书记焦若愚、区党委宣传部副部长李荒、军区副参谋长王亢组成“东进工作委员会”和东进指挥部,同时决定抽调四个军分区司令员和政委及2500名地方干部，8个团、1个营、2个支队共13000余人，在东进工作委员会的率领下，挺进东北。同时对冀热辽区的工作也作了安排，决定由张明远任区党委代理书记，负责全面工作，詹才芳为副司令员、李中权主任负责军事工作。 
八路军冀热辽军区部队迅即分三路进军热河、辽宁，配合苏联红军作战。
- 冀热辽军区挺进东北指挥部组成（1945年8月）
- 军区司令员兼政委 李运昌
- 军区副参谋长 王亢
- 军区政治部组织部长 王晓生
- 军区后勤部副部长 董永清
- 西路（第十四军分区）2000余人，从冀东平谷出发，向承德进军。8月19日，从将军关出长城，向热河挺进。8月31日，在兴隆促成满洲国第五军管区西南地区防卫司令黄方刚4个团和警察讨伐大队，及兴隆县县长于佩珊率所部1万多人起义，接受了我军的改编，随即挺进承德。此时，坚持在围场、隆化地区的由我第十三团团长师军、政委王文，第十四地委组织部长李越之率领的我挺进第一支队400余人，收复了围场、隆化、丰宁(凤山)3座县城。主要是1945年8月21日在兴隆县接收了满洲国西南边防司令黄方刚所率的3个团，15个讨伐队共8000人枪起义。黄方刚的主力24团、12团、11团和8团与第十四分区主力13团、北进一支队合编后，在兴隆县扩建为第4旅，再改称冀热辽第24旅。1945年12月该旅编为冀晋（赵尔陆）纵队第2旅，旅长黄方刚，政治委员覃国翰，副旅长黄鹄显，参谋长陈云中。辖第4团（冀东13团第1、4连和特务连一部扩编）、第5团（北进一支队即第13团2、3连和特务连一部扩编）、第6团（晋察冀二分区第19团）。1946年4月该旅与冀中黄寿发纵队第1旅合编成冀热辽军区独立第2旅，旅长周仁杰,政治委员覃国翰，原第2旅第4、第5团番号不变，原第2旅第6团调回冀晋军区后编入独立独1旅为1团最终为第196师586团，冀中第71团改称第6团，冀中第62团拆散补入第4、第6团。1946年6月改称冀热辽军区独13旅。1946年9月独立第14旅并入热河独13旅，旅长黄鹄显，政治委员陈仁麒，以独13旅第37团第1、第2营、第38团和第14旅第42团合编组成第37团；独14旅第40团、第41团合并为第38团；独13旅第37团第3营和第39团合编组成第39团。后编入东北8纵队为22师，后改称45军133师。
  - 司令员 舒行
  - 政治委员（地委书记兼） 李子光
  - 副政委兼政治部主任 黄文
  - 第十三团 
    - 副团长 曾冠民
    - 政治处主任 郎冲

  - 北进第一支队：1945年6月27日,由第十四地委组织部部长兼地分委书记李越之、第13团团长师军和政委王文率领第二、第三共2个主力连、三个县级武工队和一些地方干部组成挺北第一支队，共约500多人。任务是越过长城冲破滦平、承德集家区（“无人区”）进到承德西北围场、隆化、丰宁地区打击敌人，组织群众坚持开展工作，建立根据地。部队在出发前，都换了军装，配备了好枪和足够多的的弹药。由司马台出关，佯攻隆化、巧过凤山，经过八天的急行军，于7月5日到达围场县的半截塔，在丰宁、隆化、围场的边界地带，开展了敌后游击战争。热西工委书记李越之。8月18日，李越之部长、师军团长率领挺北第一支队的部分干部战士，在隆化县的郭家屯与苏蒙联军会师后，共同进驻了凤山。9月初，与14军分区舒行司令、政委李子光带领的挺进东北西路军大部队会合，进入承德市与苏军会师，部队改编为热河纵队2旅。后为热河军区独立13旅，参加了古北口保卫战、承德保卫战。1947年7月，热河13旅改编为东北民主联军第八纵队22师。
    - 支队长（十三团团长） 师军
    - 政治委员（十三团政委） 王文
- 中路（第十五军分区）：2800余人。1945年8月17日，从喜峰口出长城，向热河中部挺进。他们在宽城附近奋勇出击，解除了一部分满洲国军的武装，主力部队于8月26日，进入平泉县境，与出兵东北的苏联红军会师。此后，他们又兵分两路，一路向宁城、赤峰；一路向凌源、朝阳，先后接管了赤峰、朝阳、凌源等8座城市，俘敌5000多人。青龙县的讨伐队大队长张金俦，在强大攻势下，率2000多人投降，开到冀东迁安接受改编。
  - 司令员 赵文进
  - 第十一团：挺进东北扩编为两个团。1945年9月编成冀热辽军区第25旅之101团、102团。1945年12月上旬整编为热河纵队第3旅之第7团、第8团。1946年4月随所在旅改编为冀热辽军区独3旅第7团、第8团，6月随所在旅改编为冀热辽军区独14旅第40团、第41团，1946年9月独14旅并入独13旅两团合并为独13旅38团，1947年8月随所在旅编入东北野战军8纵队为22师65团。
    - 团长 杨思禄
    - 政治委员 郑维家
    - 副团长 赵兰洲
    - 政治处主任  周文乃

  - 第五十一团
    - 团长 永朝生
    - 政治委员 郝福鸿
    - 副团长 韩少敏

  - 第二挺北支队：第十五军分区司令员赵文进和十五地委组织部长兼地分委书记宋诚率领主力部队十一团三个连和五个县级武工队共700多人。从喜峰口附近的青山口、董家口越过长城，挺进到都山、五指山一带。而后兵分两路，一路越过锦（州）承（德）路逼近平泉，进入宁城、凌源地区，掩护配合地方武工队的干部开展游击活动，建立游击根据地；另一路在热南宽城、兴隆一带发展。打到宽城、兴隆地区后，接近承德这个热河省会的心脏地区，日满当局紧急调集四个满洲旅和十几个日军讨伐大队围攻八路军。当时赵文进司令员下令，分兵两路，一路带地方武工队迅速突过锦（州）承（德）铁路，直向宁城、赤峰方向发展，主力则在承德以南兴隆、宽城这大片山区打击敌人，扫除敌据点，解放人圈里的苦难人民。中路经过多次与敌苦战，歼灭了一部分敌人；并支援坚持在兴隆山区黄花川绿角一带承（德）兴（隆）办事处主任王佐民所率领的游击队，巩固了这片游击根据地。
- 东路（第十六军分区） 约4000余人为第三挺北支队，由十六军分区司令员兼地分委书记曾克林和十六地委组织部长张化东率领十二团三个连和四个县建制的武工队共800多人。在山海关西北的九门口、界岭口、义院口越过长城，向热东辽西进击，突过“无人区”，进抵凌源、叶百寿（建平）以南以西地区，打击敌人，开辟新区。8月16日，打开向东挺进的通道，连续攻克樊各庄、海阳镇、榆关镇、台头营、石门寨等重要据点，于8月29日，从九门口越过长城，向东北境内挺进，在绥中的前所车站智取全部守备部队400多人，缴获全部武器弹药。8月30日下午，在苏军的支持下，他们回师山海关，经过4个多小时的激烈战斗，于当日晚攻克军事重镇山海关。在地下党组织——滦东情报站山海关火车站联络组工作人员的协助下，于9月3日乘坐由40多节车皮临时组成的一列火车，向东北疾驶。到达绥中后，留下的干部、战士和先到的分区副参谋长罗文及其率领的十二团五连，与前三日进入绥中接管县城的十六专署驻锦热办事处主任信修等人胜利会师。同时，为了保证接收工作的顺利进行，长期在凌青绥地区进行战斗的马骥副团长也留在绥中。部队过锦州时，留下第十八团团长周家美、政委吴宗鹏、参谋长王珩和3个连队的部队，曾克林率主力于9月5日进入沈阳。
  - 司令 曾克林
  - 政治委员（地委书记兼）   徐志
  - 副政委兼政治部主任       唐凯
  - 参谋长 王珩
  - 军分区宣传科长汤从烈
  - 第十二团
    - 团长 杨树元
    - 政治委员 程陆天（未去）
    - 副团长 马骥
    - 副政委兼政治部主任 刘光涛
    - 参谋长 李忠志

  - 第十八团
    - 团长 周家美
    - 政治委员 吴宗鹏

  - 第四十七团：临抚昌支队改编
    - 团长 宋维藩
    - 政治委员 张兴民
    - 副团长 李成华

  - 卢抚昌支队 （第六十一团）
    - 支队长 袁冠武
    - 政治委员 魏轩
    - 副支队长 赖茹波

  - 朝鲜支队 支队长 李益星
- 第十七军分区 副司令员 张鹤鸣
  - 第四十六团：滦乐昌支队改编。一说由第17分区特务连、（节振国）工人大队和3个县大队为基础编为6个连组建。
    - 团长 龙水文
    - 政治委员 赵平

  - 第十五团
    - 团长 邢成
    - 政治委员 王恕吾
- 特务营（原军区直属第十九团一部分组成）
- 军政学校（由军区军政学校干部组成两个团架子）

8月27日．中共中央电示晋察冀分局：为了用大力迅速巩固热河、察哈尔两省进行各种工作，要立即组织热河与察哈尔两区党委。8月29日，中共中央向冀热辽区党委发出了《关于迅速进入东北控制广大乡村和中小城市的指示》的电报：“苏联为了维护远东和平与受中苏条约之限制，必须将东三省交还国民政府，国民党军队亦将进入东北三省。我党我军进入东三省后，红军必不肯和我们作正式接洽或给我们援助。”“苏联不干涉中国内政，我党我军在东三省的各种活动，只要不直接影响苏联在外交条约上之义务，苏联将会采取放任的态度寄予伟大之同情。因此，部队可用东北义勇军的名义，非正式地进入东三省。不要声张，不要在报纸上发表消息，进入东北后开始亦不必坐火车进占大城市。”但由于李运昌等在行军中电台功率小而没有接收到，由此几乎引发了一场外交事件。曾克林部任然以八路军冀热辽第十六军分区名义公开进驻沈阳。
李运昌和焦若愚、李荒、王亢等十多名主要领导干部，率第二梯队沿北宁路向东北进发。8月29日行军到抚宁县深河乡宿营时，接到东路军曾克林、唐凯发来的电报，请求与苏军联合攻打山海关。9月6日李运昌率第二梯队到达山海关，留守山海关的第十六军分区副司令员李道之，第十六地委、专署负责人于明涛、刘亦如和苏军伊万诺夫少校等，率中苏军队出城列队欢迎。当晚李运昌把山海关与苏军会师的情况电告党中央、晋察冀军区。9月12日，中共中央向各解放区、各部队作了通报：“我冀东李运昌部，在山海关与红军(苏联)会师，开盛大联欢会，苏军表示协助我军，对我热河建立之新政权，亦表示尊重。”同一天，延安还把这一情况电告了在重庆的毛泽东、周恩来：“李运昌六日电，他们与红军官兵在山海关开盛大联欢会，他们准备在热河成立行政公署、专署及军区等，红军答应尊重我之政权及领导机构。李运昌并准备乘车或飞机到东北会见马林诺夫斯基元帅，在山海关之红军系属赤峰指挥，并说山海关以东沿海一带我之部队均可登陆。”东进工作委员会研究决定立即组建冀热辽军区第十九旅，任命第十七军分区副司令员张鹤鸣为旅长，辖第四十六、四十七团，防守山海关。留下朱其文负责山海关的党政工作。9月8日李运昌等乘火车赴锦州，对锦州和葫芦岛的防务作了相应的安排。在锦州成立了中共辽西地委、专署和卫戍区，任命徐志为书记兼政委，张士毅为专员，计明达为锦州市市长，王衍(后周家美)为锦州卫戍区司令员，彭涛任地委组织部长，管辖锦州、阜新、北票等15个县、市。同时，还接管了各市县的政权，建立起了人民政权。1945年11月中旬，王云带领的“出关干部队”230人到达辽西。彭涛在王云的协助下，分别将干部队的同志，分配到阜新、义县、彰武、绥中、黑山、朝阳、北票等14个县，担任县委书记、县长、部长、区长等职务。
9月5日，曾克林部3000余人乘火车抵达沈阳站。苏军沈阳卫戍司令卡夫通少将允许该部进驻沈阳故宫东面的小河沿，第十六军分区司令部设在师范学校里，其他官兵分驻在居民家里。第二天，苏军又派两名上校通知第十六军分区司令部搬进原日满的市政府大楼，军分区政治部进驻原日本宪兵司令部。 9月7日，驻沈阳的近卫坦克第6集团军司令安德烈·克拉夫琴科上将和军事委员盖伊·拉扎列维奇·图马尼扬中将，在沈阳大和宾馆专门宴请曾克林、唐凯，苏军几位军长作陪。席间，克拉夫琴科上将告诉曾克林、唐凯：“斯大林和莫洛托夫同志已经来电，说你们是毛泽东、共产党的队伍，你们可以安心驻军沈阳”“你们来沈阳，我们没有去车站欢迎你们，很对不起。这主要是受中苏条约及英美国家的限制，我们不得不如此”他还建议把“八路军”的臂章改为“东北人民自治军”的臂章，在外交上可以争取主动。这就是以后东北人民自治军名称的来由。不久，经双方共同商量，决定成立东北人民自治军沈阳卫戍司令部，由曾克林任司令员，张化东任副司令员，唐凯任政委，张进任参谋长，汤从烈任政治部主任。9月14日十六分区部队和地方干部开赴南满，陆续接收了鞍山、辽阳、营口、抚顺、本溪等城市。
至9月上旬，收复热河省。
9月14日下午，李运昌率冀热辽军区机关和直属部队，由锦州乘火车开到沈阳，由于唐凯已通知苏军司令部，苏军还派出了300多人的仪仗队，到火车站迎接。李运昌等住进了满洲国的军管区司令部，也就是原张作霖的大帅府。
1945年9月19日，中共中央提出“向北发展．向南防御”的战略方针。
9月20日，中共晋察冀中央局决定在承德成立中共冀热辽区委员会热河分委员会，规定“热河分委受冀热辽区党委领导，但与中央局得建立直接电台联系”。1945年9月设立冀热辽区委辽西地委、唐山市委。1945年10月至11月间中共热河分委一度归中共中央东北局领导。11月，全区设82个县．有人口1900万。为了更好地贯彻中共中央关于”向北发展，向南防御”的战略方针．鉴于该地区处于进军东北三省的特殊重要战略地位及冀热辽区党委组织领导范围过大，根据中共中央决定，1945年11月9日，在原冀热辽解放区建立中共晋察冀中央局冀热辽分局，热河、辽宁分别单独建省委，中共热河分委改建为中共热河省委员会，冀热辽区党委及热河省委均受冀热辽分局直接领导。同时，原中共冀熟辽区委员会所属的辽南、辽西地委划归辽宁省委领导。这时的冀热辽区党委组织活动范围仅限冀乐地区，下属5个地委及1个市委。12月19日，中共中央电示：冀热辽区党委改称中共冀东区委员会。

## 所辖地委、专署、军分区

### 第十四军分区
司令员何能彬（兼），政委李子光

### 第十五军分区
司令员李雪瑞，政委傅西河。1943.7-1944.4、1945.1－12，两次组建。
1942年5月20日，冀东军分区决定调第十三团第一营一、二连和第三营第八连，以及部分地方游击队，于1942年7月正式组建冀东第十一团。赵文进为团长，吴宗鹏任副政委兼政治主任，苏然任参谋长，翟文斌任副参谋长，段雄飞为特派员。团辖4个步兵连和1个特务连共500余人。1943年10月5日，第十一团为避敌军锋芒，从遵化的鲁家岭地区转移到迁安彭庄、三屯营、撒河桥一带。适值冀热边特委、行署和军分区的机关亦驻在附近的东水峪村、西水峪村(化名天津)。翌日即遭“日伪军”万余人的远途奔袭。“日伪军”连续发动猛烈攻击。为保卫冀热边领导机关的安全，第十一团全体指战员英勇奋战，在山头上、沟壑中、坟堆旁展开了白刃战。其中第四连在团通讯队队长宋英奎、团队列参谋刘静之的带领下，打得尤为艰苦顽强，激战一天都顾不上吃饭。东水峪保卫战中，四连长上午就牺牲了，代理指挥的是排长李建（廷）勋，任务是率先向西南方向冲锋，吸引敌人注意力，掩护军区指挥机关向东北突围。四连是面向重兵冲杀，牺牲极大，代理连长李建（廷）勋壮烈牺牲。傍晚，趁“日伪军”疲倦，掩护领导机关分路突围，从李家峪出冷口，转移到长城北。1944年4月，第十一团建制：
- 团长赵文进  政委吴宗鹏  政治处副主任杨春垠  参谋长关旭 侦察参谋郑锡文 队列参谋刘静之 教导参谋李怀章 书记员李建 组织干事郭廉班 宣传干事刘连 技术书记张仲谋 特派员段相龙 测图员赵金忠   特教员王兆阳 张振生 管理员魏光甫 徐福田 总支书记张继章  医生吴存笑  经济员裴庆林 运输班长戴文久  情报队长吴宝祥 曾绍兴 赵文宝（团机关共24人）
- 供给处代主任 张铭 副指导员杨雨亭  会计冠（翟）化民 郭振江 见习会计赵化民 李润 崔玉书  军宝员 贾增吉 采买员刘义东 国珍 郭永春 通讯员赵云海 张百山 张建国 交通员王连生等六人 被服厂于汉臣以下6人 炸弹厂郑九江以下10人   修械厂3人共（供给处39人）
- 卫生队队长谢云汉  政指王深  副队长李文林 文书张寿臣 司务长张宝峰  司药毕铁存 交通员金泽中以下6名  通讯员于江以下2名 运输员黎玉镯  第一卫生所所长王承德  调剂张贯君 （共10人） 第二卫生所所长刘连峰  调剂魏振甲（共10人）训练班郝秀恩（2人）  卫生队共37人
- 通讯队队长宋英奎  副指王海阵  支书钱绍民  文书尹万津  司务长李口政 第一排 第二排 情报队 侦察员26名 情报员16名 交通员24名 共104人。
- 第一连：连长 秦宝仓  指导员贾九如  副连长刘广文  支书汪立存 文书刘玉勤  通讯员张国生等4人 侦查员李鸿斌等8人   卫生员李鸿勤  司务长王健勋 保卫员郭旅伦 第一排 第二排 第三排 机枪班
- 第二连  连长：何子桥  指导员：张占文 副连长：钱仁晋
- 第三连：连长：杨济民  副连长：王好   指导员：马久才 副指导员：何成龙 文化教员：赵 ？？  司务长: 杨曾水  卫生员：常国林 第一排 第二排 第三排
- 特务连：连长：耿兆江  指导员：李口藩 副指导员：张贺新 文化教员：赵春明 第一排 第二排 第三排 重机排
- 游击一队：队长：任利德  副：张德福 指导员：郭玉红  副：李姬龙
- 游击二队：队长：张士宗  副： 杨？三  指导员：国玉江
- 军政学校 四队 ：队长：王一夫   指导员：刘连  司务长：蒋永 通讯员：阎和 采买员：姚德元

总计重机枪2挺，轻机枪14挺，掷弹筒3支，没有迫击炮。第十一团趁着在遵化南部打开局面的有利时机，于1944年5月，进驻丰润上下水路一带进行整编。奉命兼任第五地区队主力。调第四区队长田心任第十一团副团长，调第四区队第二连编入十一团，调第十二团第一营营长杨树元接替关旭任团参谋长，调第四区队副政委娄平任团政治处主任，任命第五地区委书记焦若愚兼第十一团政委。新编第四、十区队隶属于第十一团，李兴任第四区队队长，冯寿天(后为龙水文)任第十区队队长。 

### 第十六军分区
司令员曾克林，政委王延春
第十六地方委员会分委员会(1945.5－8)
1940年10月，为进一步扩大冀东抗日游击根据地，中共冀热察区委员会冀东区党分委决定在滦河西岸以青龙山为基地建立中共迁(安)滦(县)卢(龙)联合县工委和行政办事处。工委书记李海涛(李文)、办事处主任张振宇。主要任务是向北宁铁路两侧发展，为开辟滦河以东和铁路以南奠定基础。1941年8月初，冀东区党分委举行第三次扩大会议，总结了夏季反“扫荡”失利的经验教训，为坚持冀东抗日游击战争，扩大武装抗日的回旋余地，会议作出了“积极向外发展，开辟新区”的决定，在迁滦卢联合县开辟工作的基础上，组织力量逐步向南、向东发展。1941年11月，冀东区党分委和冀东军分区对滦东隐蔽形式的开辟作了部署，派冀东大暴动时滦东的领袖人物高敬之到迁滦卢联合县任工委书记，主要负责向滦东发展；原在那里的办事处主任张振宇负责向铁路南发展。冀东基本区打治安军战役胜利对滦东地区的开辟影响很大。特别是1942年1月20日，冀东军分区司令员李运昌、参谋长兼十二团团长曾克林率部强攻迁安县杨店子据点，消灭治安军300多人，拔掉了这个据点。此后又先后拔除了商家林、樊各庄、油搾等几个据点，为东渡滦河扫清了障碍。1942年5月，迁安县滦河东岸地区普遍建立了村政权，滦河东至青龙河西开辟出五六个乡的范围。青龙河东一部分村庄也有了抗日活动。1942年8月18日冀东地委《关于(滦)河东工作的决定》，1942年10月组建了中共迁(安)卢(龙)抚(宁)昌(黎)联合县工委和行政办事处，高敬之为工委书记兼办事处主任，全面负责滦东地区的开辟工作，迁滦卢联合县建制撤销。在已开辟的地区进行了基层党组织和村政权的建设工作。建党贯彻隐蔽慎重的发展方针。村政权一律是“两面政权”，即每村建立办事员，为抗日村政权的负责人，同时保留保长的名义，以应付上级政府。办事员多是经过教育忠心抗日的保长担任；少数也有另设办事员的。到1943年春,滦河以东，洋河以西，南至北宁铁路，北到长城，共建9个总区。北宁铁路以南建迁卢抚昌联合县路南办事处，总共辖700余村庄。冀东地委鉴于滦东已由初期的小块游击区，逐步发展为跨长城内外的大块游击区，于1943年3月15日作出了《对滦东工作的决定》，肯定了用很短的时间把滦东开辟出来的成绩，指出了群众工作还很差，地区也不够巩固等问题，明确规定了把滦东开辟的游击区逐步发展为抗日游击根据地的工作方针和具体政策。1943年6月，整个滦东局势发展很快，抗日烽火已遍及北宁铁路南北和长城内外。南起渤海之滨，北到凌源，西靠滦河，东至绥中的前所，大块的抗日游击根据地已与冀东基本区联在一起，武装力量除主力部队第十二团以外,还拥有3个县的基干队和各区游击队共300多人，民兵已发展到万余。1943年7月，设立冀热边第三地委和第三专署(亦称滦东地委、专署)，徐志任地委书记，高敬之任专员，长城以北地区凌青绥联合县工委、办事处，工委书记先为张化东(兼)，后为刘光路，办事处主任信修;长城以南建临抚昌联合县，县委书记张化东、副书记彭莱、县长计明达。迁卢抚昌联合县县委书记石堂，县长张士义。

### 第十七军分区
司令员王耀南，政委王世煜

### 第十八军分区
司令员赵文进，政委焦若愚